# Villa Badoer

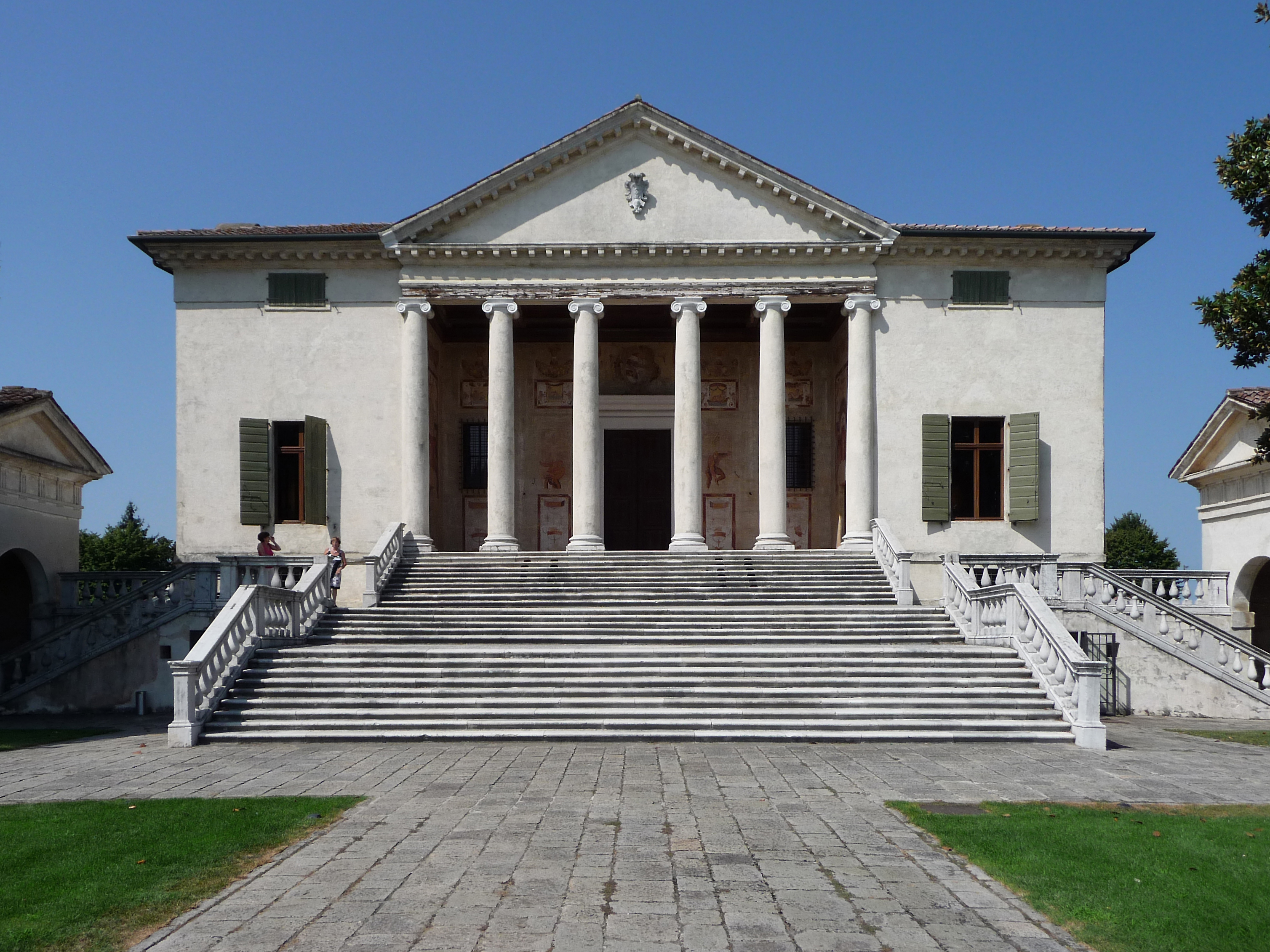
Villa Badoer

Villa Badoer is een buitenhuis gelegen in Fratta Polesina nabij Venetië en is een van de beroemde Palladiaanse villa's in Veneto, het platteland bij Venetië, van de Italiaanse architect Andrea Palladio (1508-1580). Villa Badoer is een bijzondere variant van dit type van zijn villa's en kan als 'een ideale compositie' ervan worden beschouwd.

## Architect en opzet
Palladio stond voor de uitdaging om de in zijn tijd daar veelal gebouwde zogenoemde villa suburbana (voorstadsvilla) te transformeren tot een representatief landhuis, voorzien van bedrijfs- en opslagruimten, zogenoemde barchessa's, zodat de villa ook in zekere mate gebruikt kon worden als een praktisch agrarisch bedrijf, een zogenoemde villa rusticana (boerderij). Daarbij wilde hij de bouwkundige principes van Vitruvius uit 25 voor Christus en kenmerken van de op de Griekse bouwkunst gebaseerd gebouwen van de Romeinse bouwkunst op eigentijdse wijze herintroduceren zoals tempelvormen als een fronton, de zuil of pilaar, alsmede proportioneel juiste verhoudingen zoals symmetrie.
Zijn ongeveer twintig tussen 1540 en 1570 gebouwde villa’s zou hij ontwikkelen van bouwwerken met opvallende Romeinse bogen met meest inpandige tot door pilaren gedomineerde bouwwerken met vaak uitpandige ‘barchessa’s’, die beschreven werden in zijn in 1570 uitgegeven architectuurboek I quattro libri dell'architettura (De vier boeken van architectuur) en die eeuwenlang wereldwijd in vele variaties geïmiteerd zouden worden. Hierdoor werd Palladio in 2010 zelfs uitgeroepen tot de ‘Vader van de Amerikaanse architectuur’.

## Villa
Na een ontwikkeling  in zijn eerste tien villa’s, met innovaties waarbij hij de tot op zijn tijd traditionele opzet van het gebouw omdraaide door bijvoorbeeld de zijdelen in het bouwblok te laten terugwijken en het representatieve middendeel met daarin een als toegangsportaal dienende loggia meest geopend door drie opvallende Romeinse bogen daarin deed vooruitspringen en vaak ter versiering ervan een fronton als van een tempel aanbrengend, gebruikte Palladio vanaf 1550 geen bogen meer maar pilaren waardoor het de allure van tempelachtige paleizen kreeg.
Rond 1566 bouwde Palladio voor Francesco Badoer, een edelman uit  Venetië, de Villa Badoer die handig voor vervoer aan een rivier kon worden gebouwd. Palladio had al een paar keer met wisselend succes uitpandige bedrijfs- en opslagruimten of 'barchessa's' proberen te bouwen in de vorm van aanbouwen die zich in verschillende varianten symmetrisch links en rechts vanaf de villa als armen uitspreiden met daarvóór vanaf de villa een door bogen geopende 'weersbeschuttende' gang, welke opzet op zich al een bijzonderheid was. Voor deze Villa Badoer bedacht hij echter een nog creatievere variant: hij plaatste twee smalle  langwerpige bouwwerken die naar voren gericht symmetrisch de een links en de ander rechts een stukje van de villa af staan zodat er een soort binnenplaats ontstond.
Palladio liet nu vanaf de villa een door zuilen geopende ‘weersbeschuttende’ gang naar de barchessa's toe lopen die zich symmetrisch evenwijdig links en rechts vanaf de villa niet in rechte lijn zoals bij andere van dit type van zijn villa's,  maar in de vorm van in een kwart cirkel gebogen armen uitspreidden. Palladio leidde daardoor ook de blik van de bedrijfsruimten af en richtte die zo naar de ook iets hoger dan de uitbouwen geplaatste villa zelf als het feitelijk middelpunt van het gebouwencomplex. 
Het is wegens deze inventieve uitvoering van dit type van zijn villa's waardoor de Villa Badoer kan worden beschouwd als 'een ideale compositie' ervan.
Door de aanwezigheid van deze uitpandige barchessa's kan de compacte blokvormige villa, ondanks dat deze kelders en een zolder als lage half- of tussenverdieping (mezzanine) heeft, toch als een één-gelijkvloers-hoofdetage (als piano nobile of bel etage)-gebouw worden gezien.
Het uiterlijk van de villa is, zoals Palladio voorstond, sober, met een inpandig breed toegangsportaal dat men bereikt over de portaalbrede trap. Het portaal dat over de gehele breedte bekroond is met een fronton wordt geopend door zes pilaren. Zodoende had Palladio het traditionele 'woonhuis' getransformeerd tot een 'woonhuis' dat liefst de allure van een kleine tempel had gekregen. 
Hier gebruikte Palladio de pilaar waarvan het kenmerkende hoofdeind, het kapiteel, versierd is in de vorm van een ramshoorn die in de hiërarchie van de beroemde door Vitruvius en zijn navolgers gehanteerde hoog aangeslagen zogenoemde bouworde - ook pilarenorden genoemd - van de vijf verschillende zuil- of pilaarvormen tot de daarin als middelste geplaatste Ionische orde behoort. In navolging van Palladio zouden zowel het fronton -waarvan hij vanaf zijn derde Villa Gazotti de eerste in Veneto was die dit op een 'woonhuis' plaatste- en het portaal met zuilen in de eeuwen daarna wereldwijd in allerlei variaties bij veel gebouwen worden gebruikt.
Palladio voorzag zoals al zijn villa's de Villa Badoer in plaats van ruimten van verschillende afmetingen, deze slechts van enkele symmetrisch proportioneel juiste vertrekken waarbij hij de inter-verwante proporties 1:1; 2:2 en 1:2 gebruikte maar ook 3:4 en 4:5 hanteerde.
Bij zijn volgende Villa Barbaro en Villa Emo en uiteindelijk de zogenoemde Villa Rotonda zou Palladio zijn ontwikkeling verder voortzetten.
Vanaf 1996 zijn de meeste van de bouwwerken van Palladio  waaronder deze Villa Badoer opgenomen op de Werelderfgoedlijst van UNESCO waardoor ze als belangrijk cultureel erfgoed worden gezien.

## Navolging
De opzet van dit type villa’s als deze Villa Badoer, en de gelijkende in die tijd gebouwde Villa Emo en Villa Barbaro, met aanbouwen die zich in verschillende vormen symmetrisch evenwijdig ervan links en rechts vanaf het hoofdgebouw als armen uitspreiden, gelden als een variant van ‘een ideale compositie’ van Palladio’s villa’s. In Nederland komen onder andere het Paleis Soestdijk en het stationsgebouw van Zwolle met hun aanbouwen er het meest mee overeen en ook de gevel aan de parkzijde van het momenteel als Provinciehuis in Haarlem in gebruik zijnde Paviljoen Welgelegen is er een variant van, maar het is eeuwenlang wereldwijd in vele variaties toegepast.